# Gilles Laporte (historien)
Pour les articles homonymes, voir Laporte et Gilles Laporte (homonymie).
Gilles Laporte (né le 23 novembre 1961) est un  historien, un professeur et un auteur de bande dessinée québécois, surtout connu pour ses recherches et ses publications sur la Rébellion des Patriotes du XIXe siècle au Bas-Canada, reliant la « grande » Histoire à la « petite » histoire (régionale, familiale, personnelle), dont en particulier sur et par l'Internet.

## Biographie
Formation

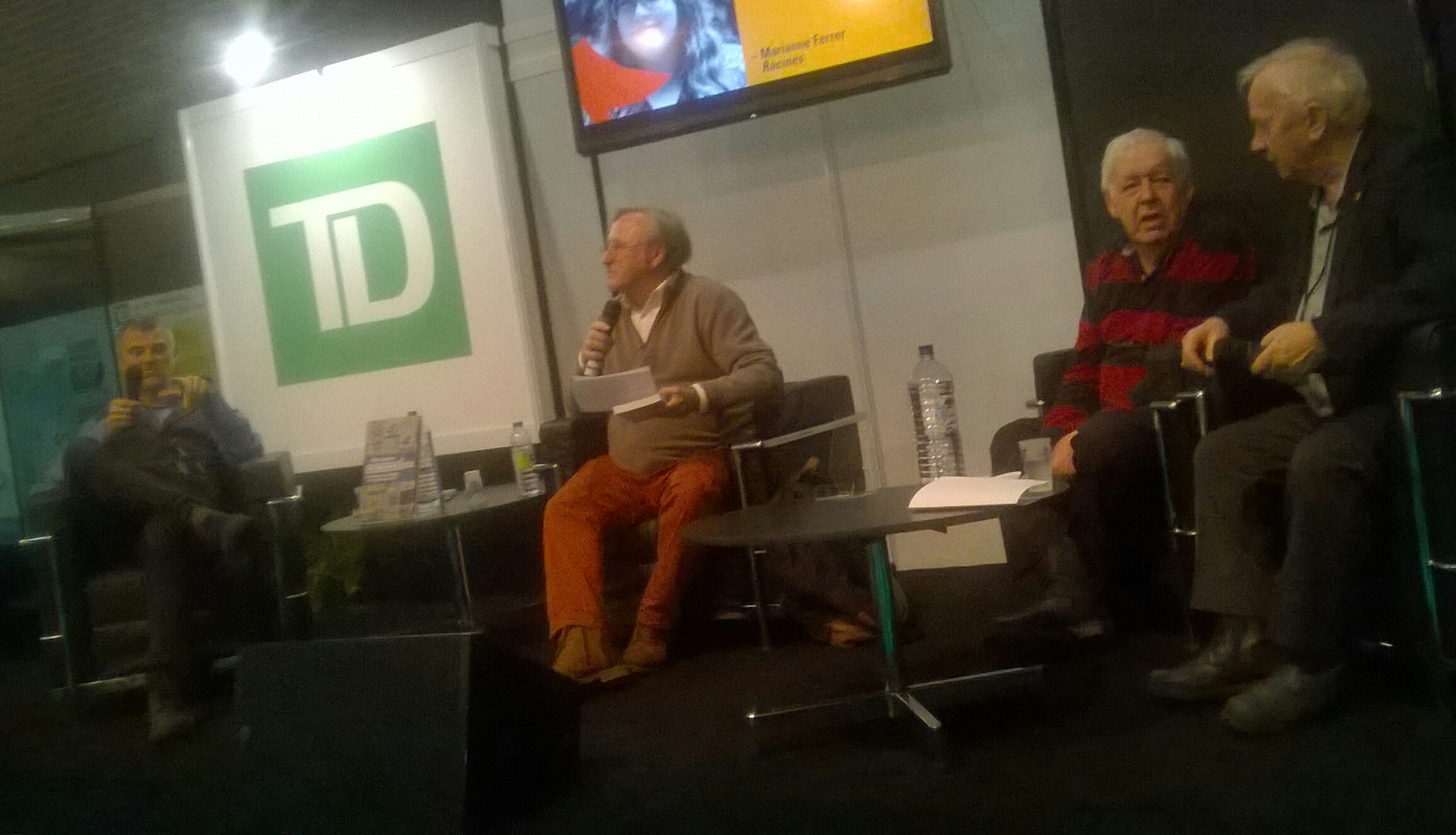
Laporte au salon du livre de Montréal avec Robert Comeau, Denis Vaugeois et Jacques Mathieu en 2018.

Gilles Laporte a étudié à l'Université du Québec à Montréal (UQAM).
Là, « au sein du Groupe de recherche sur les rébellions de 1837-1838 », il a « pu apprendre (son) métier sous la direction de M. Jean-Paul Bernard, dont l'influence (lui) a été déterminante », écrit-il sur son site (en s'y présentant comme webmestre).

### Profession
Historien spécialiste du XIXe siècle québécois, Gilles Laporte est professeur d'histoire au cégep du Vieux Montréal (depuis 1989) et chargé de cours à l’UQAM, où il dispense le seul cours au Canada consacré à la Rébellion des Patriotes de 1837-1838. Sur ce thème, Il est l’auteur de nombreux articles et ouvrages.

### Appartenances, objectifs, actions, réussites
Maison nationale des Patriotes
Son autoprésentation souligne sa fierté d'avoir « alors pu participer à la réalisation du contenu de l'exposition permanente de la Maison nationale des Patriotes qui a finalement ouvert ses portes en 1988 dans la Maison Masse à Saint-Denis-sur-Richelieu. »
Site participatif sur les Patriotes
Disant « animer » son site sur les Patriotes depuis décembre 1995, il avoue être agréablement et « sincèrement surpris du succès qu'il rencontre depuis » et y désirer le maintien de la participation des « étudiants, professeurs, journalistes, amateurs d'histoire ou généalogistes qui souhaitent y contribuer afin d'en faire un véritable carrefour dans l'étude de la première moitié du XIXe siècle québécois ».
Promotion de l'enseignement de l'histoire nationale
Gilles Laporte siège à l’exécutif de l’Association des professeurs d’histoire des collèges du Québec (APHCQ) depuis 2005, afin de promouvoir la place de l’histoire nationale au niveau collégial (cégep québécois). Il a produit plusieurs articles sur le sujet ainsi qu’un rapport important qui met en lumière le piètre état de l’objet Québec dans la formation collégiale actuelle.
Il est membre fondateur de la Coalition pour l’histoire, qui regroupe des associations d’enseignants, des organismes, des parents, des citoyens, des professeurs et des chercheurs qui œuvrent pour une meilleure connaissance et un renforcement de l’enseignement de l’histoire au Québec.
Promotion de l'histoire régionale
Puisque l’histoire ne doit pas devenir l'apanage d'une élite ni la chasse gardée des maisons d'enseignement (écoles, collèges, universités), ni se restreindre à ne rapporter que la succession (en dynastie) des « élus (de Dieu) »  et de leurs faits (les dirigeants qui décident des guerres et des prélèvements…), Gilles Laporte maintient des liens avec les sociétés d’histoire et de généalogie : la Fédération Histoire Québec, la Société historique de Montréal, la Société des professeurs d’histoire du Québec, les sociétés Saint-Jean-Baptiste, ainsi qu’avec plusieurs musées. « Il y donne des conférences, mais œuvre surtout à faire connaître l’expertise des spécialistes de l’histoire régionale ».
Journée nationale des Patriotes
Dès 1997, Gilles Laporte se joint aux efforts menés par des citoyens de l’Estrie afin de voir naître un jour férié consacré aux patriotes. La Journée nationale des patriotes sera finalement proclamée en 2002 par le gouvernement Landry à chaque troisième lundi du mois de mai. Gilles Laporte a ensuite participé à chacune de ces journées afin de coordonner le travail de centaines de bénévoles et d’organismes désireux de célébrer la lutte patriote, par des activités, conférences, expositions, fêtes champêtres, visites patrimoniales autour des thèmes de l’histoire, l’identité nationale et la conquête de nos libertés démocratiques.
Nouvelles technologies pour développer l'intérêt et la réussite générale des écoliers
Adepte des nouvelles technologies de l’information et des communications (NTIC) adaptées à l’enseignement, Gilles Laporte participe à leur développement et utilisation pour accroître l'intérêt et la réussite scolaire des jeunes, notamment chez les garçons. « Il est en particulier le concepteur, « l'architecte », du portail d’activités interactives Odilon, utilisé par des dizaines de milliers d’étudiants depuis 2006, de niveau collégial, afin d’exercer leurs habilités dans chacun de leurs cours. »
Jusqu'à la bande dessinée
Gilles Laporte a aussi publié plusieurs récits graphiques et albums de bande dessinée. « Prix espoir de la bande dessinée québécoise en 1998, il a été l'un des premiers auteurs de bédé québécoise publiés à travers la francophonie. Il participe à ce titre à quelques missions culturelles en Europe, ainsi qu’aux festivals internationaux du « 9e art », notamment celui d’Angoulême. »